# Festival de Cinema de Beverly Hills
Beverly Hills Film Festival é um festival de cinema independente que tem lugar em Beverly Hills, nos Estados Unidos, tem como objectivo principal trazer para junto do público o cinema independente. Tem lugar desde o ano de 2001.

## Vencedores
- 2007 - Occupation 101
- 2006 - Assyriska: A National Team Without a Nation
- 2005 – The Aryan Couple
- 2004 – The Gerson Miracle
- 2003 - Parajanov: The Last Spring
- 2001 - Pâté